# Хадибу
Хадибу или Хадибо (араб. حاديبو‎ — Ḥādībū) — прибрежный город на севере острова Сокотра, Йемен, недалеко от горы Джебель-Джахир (англ. Jabal al-Jahir). Столица острова Сокотра и всего архипелага Сокотра. Хадибо также является столицей более крупного восточного района Хидаибу (англ. Hidaybu (Hidaybū)) из двух административных районов Сокотры.

## История
Ещё в XX веке и ранее Хадибо назывался Тамарида (араб. تمريدة‎; англ. Tamrida).
- Апрель 1608. Корабль Британской Ост-Индийской компании впервые посещает Сокотру — новую столицу острова Тамариду (Хадибо). Британский купец Уильям Финч в течение трёх месяцев живёт на острове, сохранились его записки о Сокотре.
- Август 1615. Сокотру посещает английский дипломат сэр Томас Роу.
- 1800. Сокотру на короткое время захватывают ваххабиты.

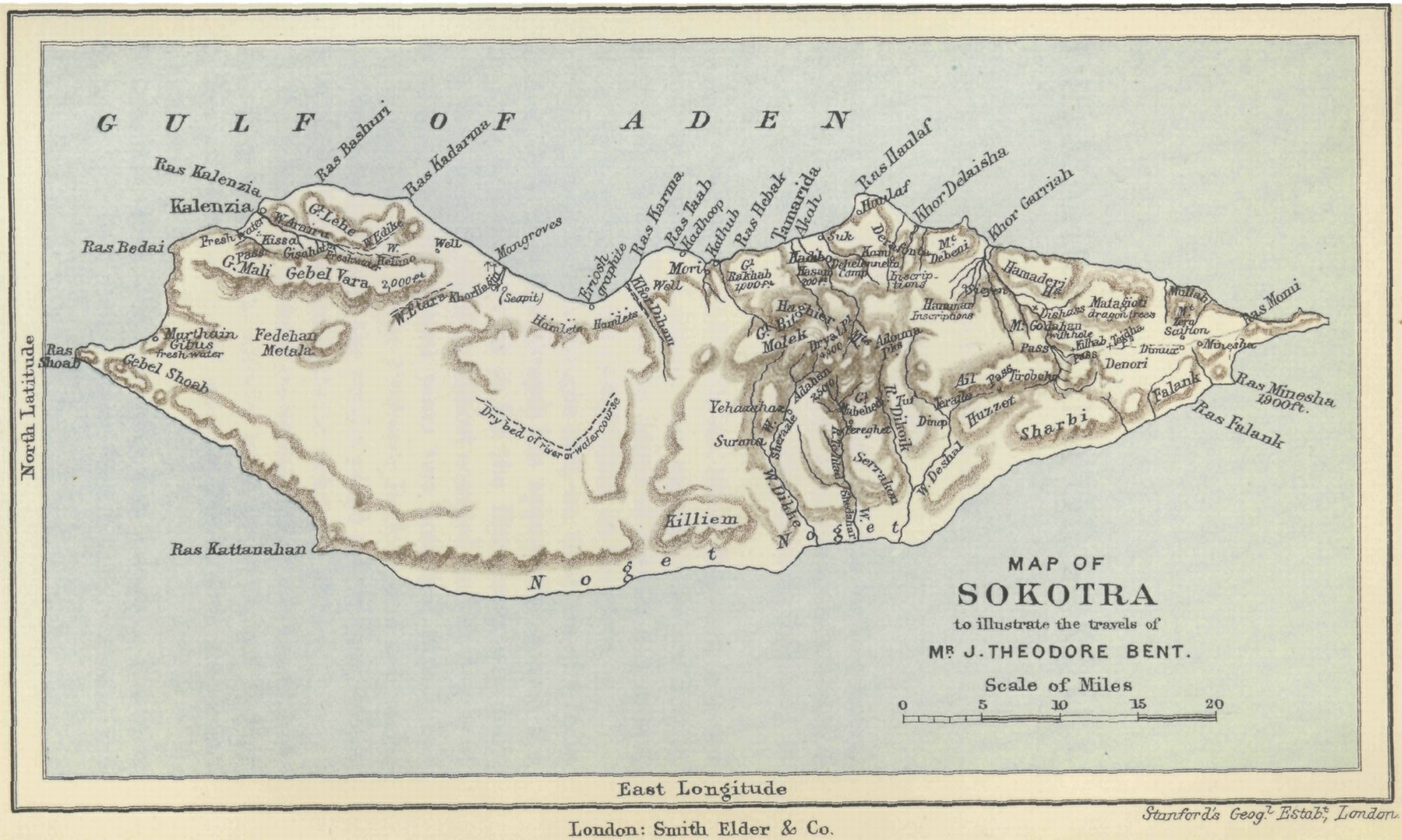
Карта острова Сокотра 1900 года. Селение Тамарида на карте — это Хадибо сегодня

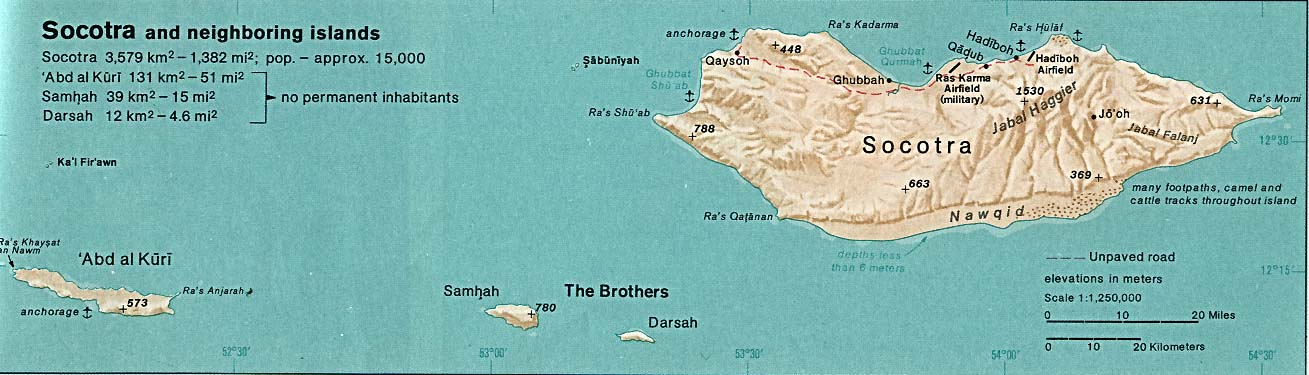
Карта архипелага Сокотра 1976 года. Уже Хадибо

Карта архипелага Сокотра 2012 года, c разделением на административные районы

- 1834. Капитан С. Б. Хейнс (в 1839 он захватил Аден и стал его первым британским губернатором) из морского флота Ост-Индийской компании на исследовательском судне «Палинурус» проводит картографическое исследование Сокотры. В том же году султан Амр бен Саад отверг предложение англичан передать им остров, и Сокотра была захвачена англо-индийским морским десантом Ост-Индийской компании. Англичане планировали устроить на Сокотре угольную станцию для своих пароходов. Условия пребывания английского гарнизона на острове вследствие эпидемии малярии оказались чрезвычайно тяжёлыми.
- 1839. После захвата Адена англичане оставляют Сокотру.
- 23 января 1876. Англичане подписали договор с султаном Кишна (султаном Махры и Сокотры).
- Начало 1880 года. Профессор Исаак Бейли Бальфур (1853—1922) из Королевского Ботанического сада Эдинбурга в течение семи недель проводит первую ботаническую экспедицию на Сокотре, впервые в европейской науке подробно описав её уникальную флору. Открыто более 200 новых для науки видов растений[4].
- 1881—1882. Экспедиции немецкого путешественника Георга Швейнфурта на Сокотру.
- 23 апреля 1886. Великобритания подписывает с султаном Махры и Сокотры договор о британском протекторате над его владениями. Султан с почестями перевезён из Кишна на Сокотру, где теперь по договору должна находиться его столица. В Тамариде (Хадибо) и Калансии поднят британский флаг.

## Описание города
Это самый большой город на архипелаге Сокотра. Население — 8 545 человек по переписи 2004 года.
Отельный бизнес на Сокотре, включая Хадибо, не развит.
Количество автомобильных заправок исчисляется единицами.
Город сильно загрязнен бытовым мусором.

## Экономика
Для жителей города животноводство является основным источником дохода.

## Галерея

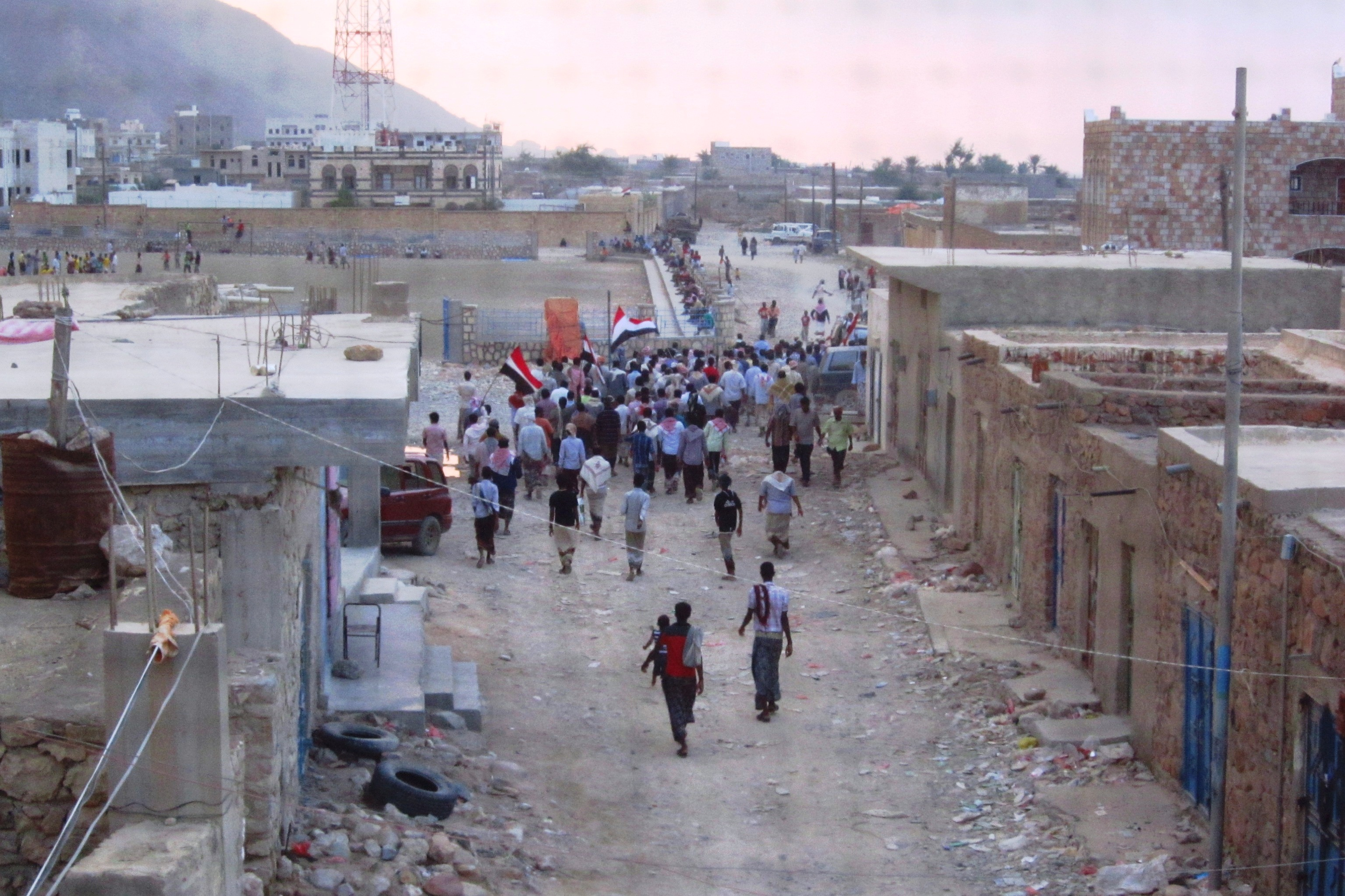
Протесты в Хадибо в 2011 году
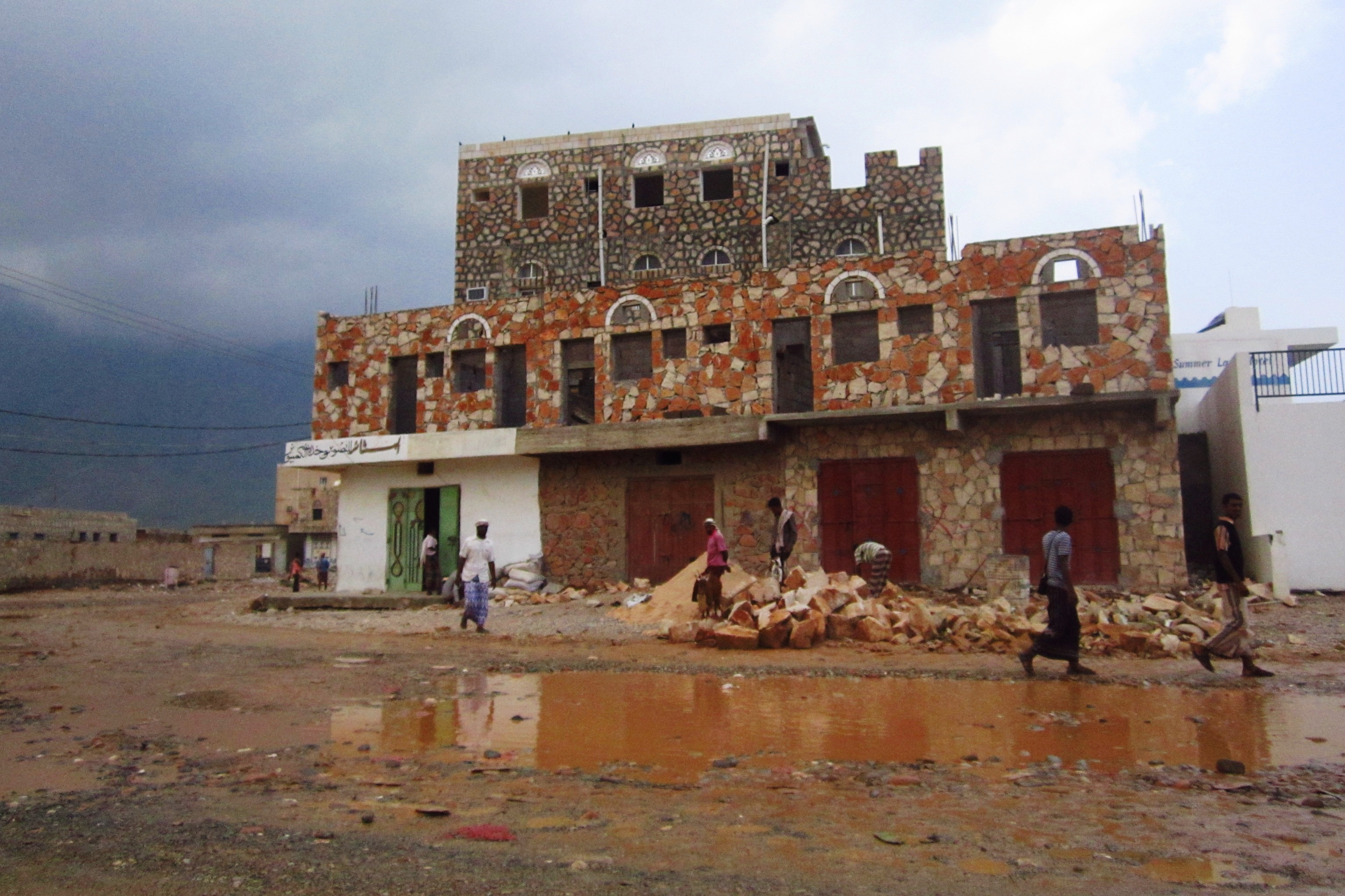
Гостиница в Хадибо. После дождя. 2011 год
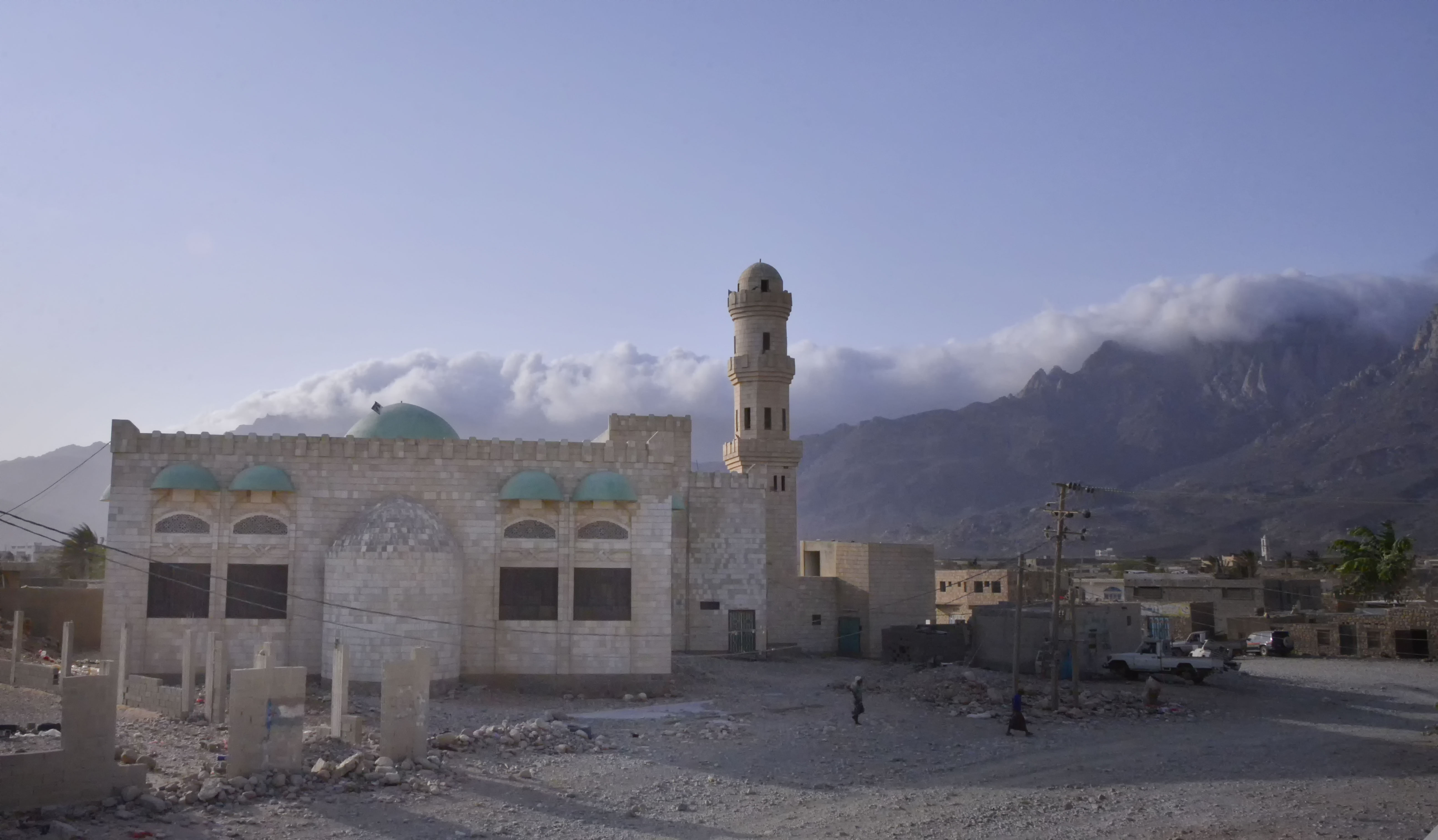
Мечеть в Хадибо. 2013 год
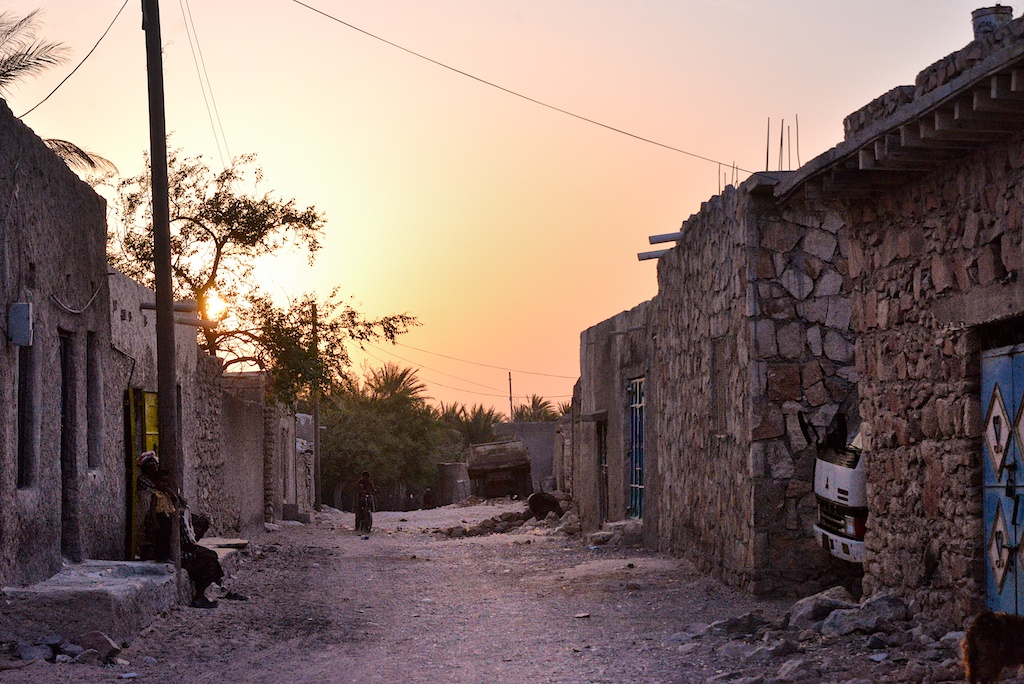
Заход Солнца в Хадибо. 2013 год
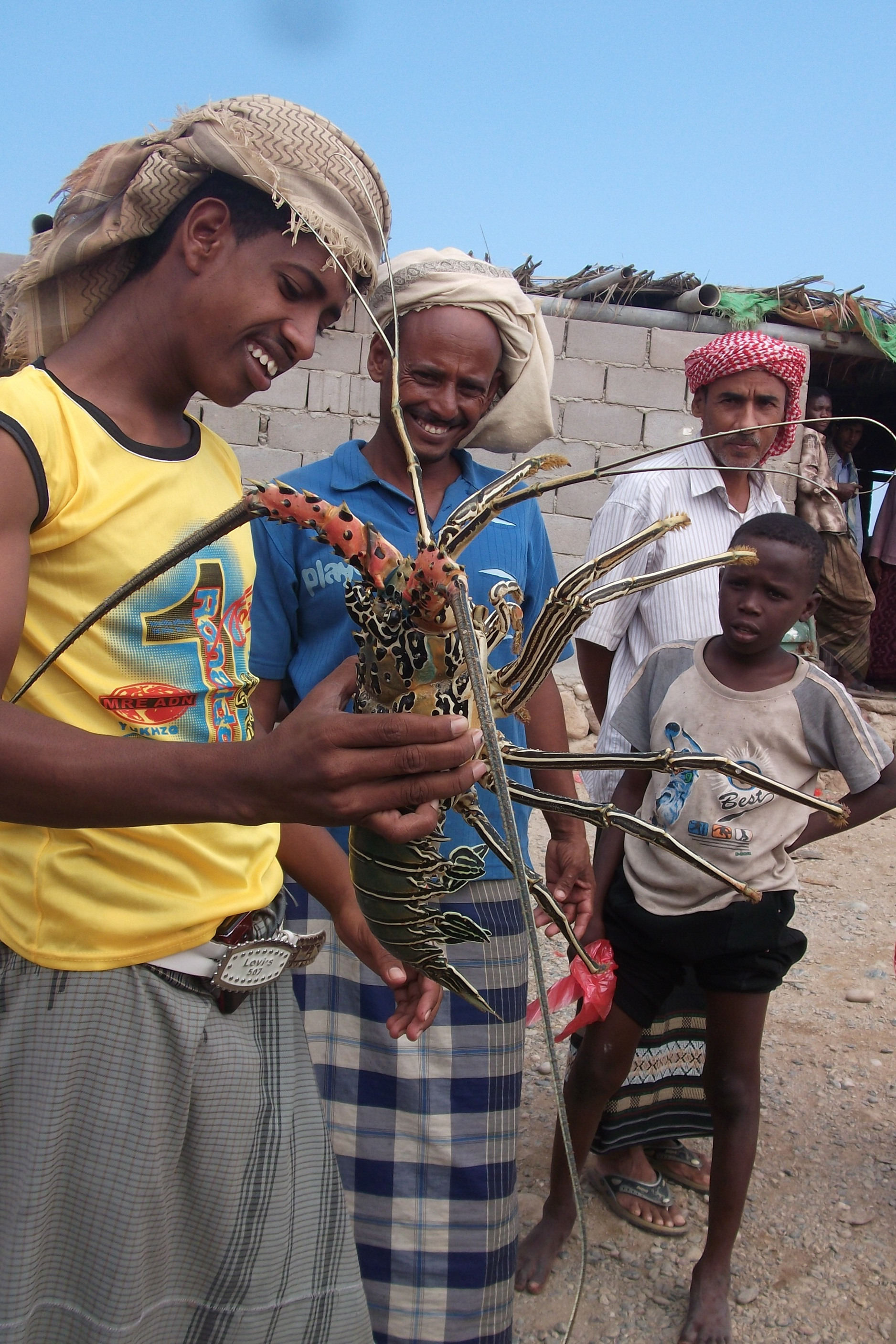
Любители лобстеров в Хадибо
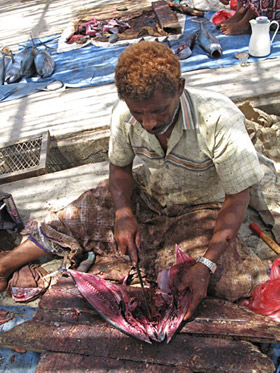
Рыбак сокотриец продаёт улов на местном рынке в Хадибо
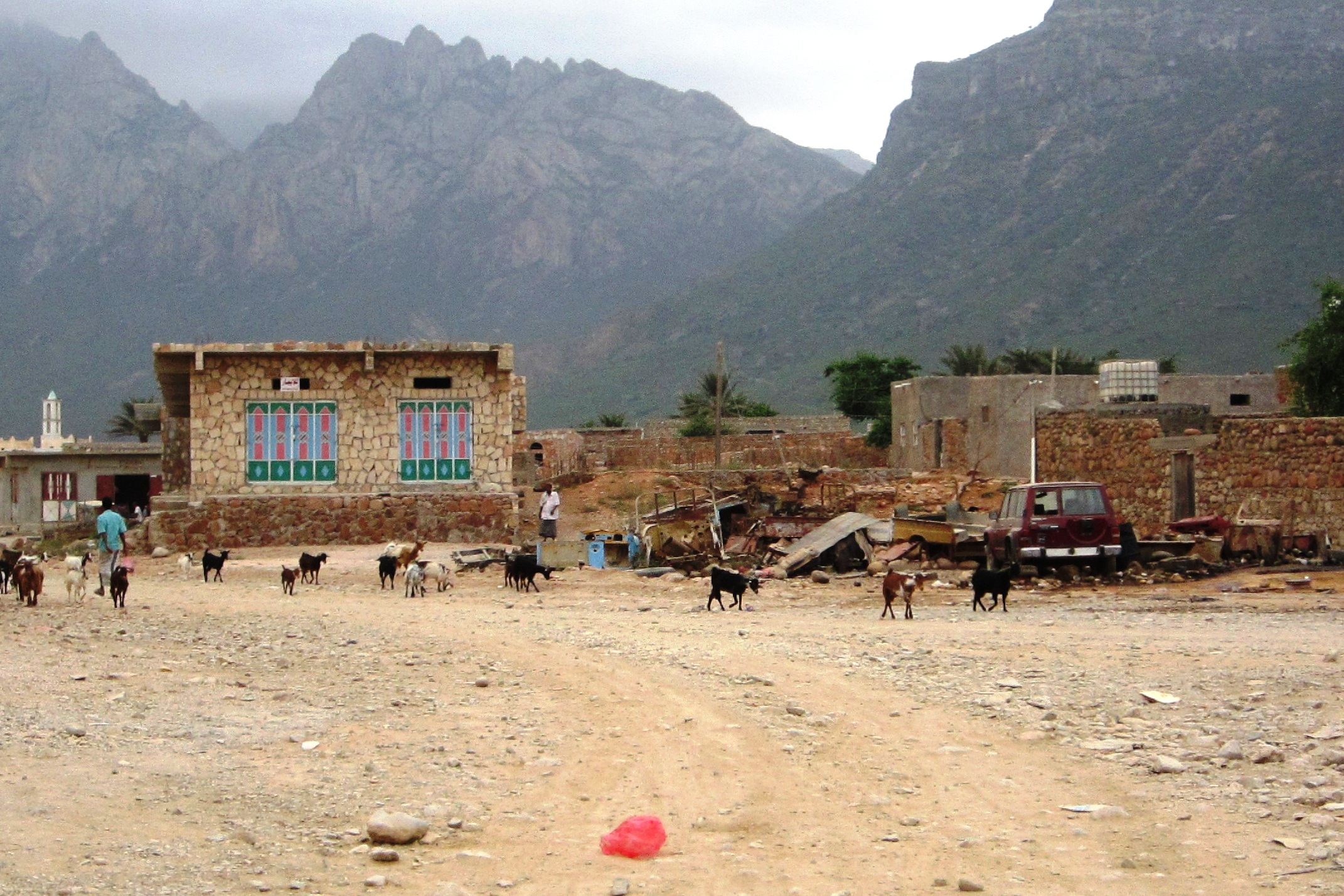
Козы на улице в Хадибо. 2011 год
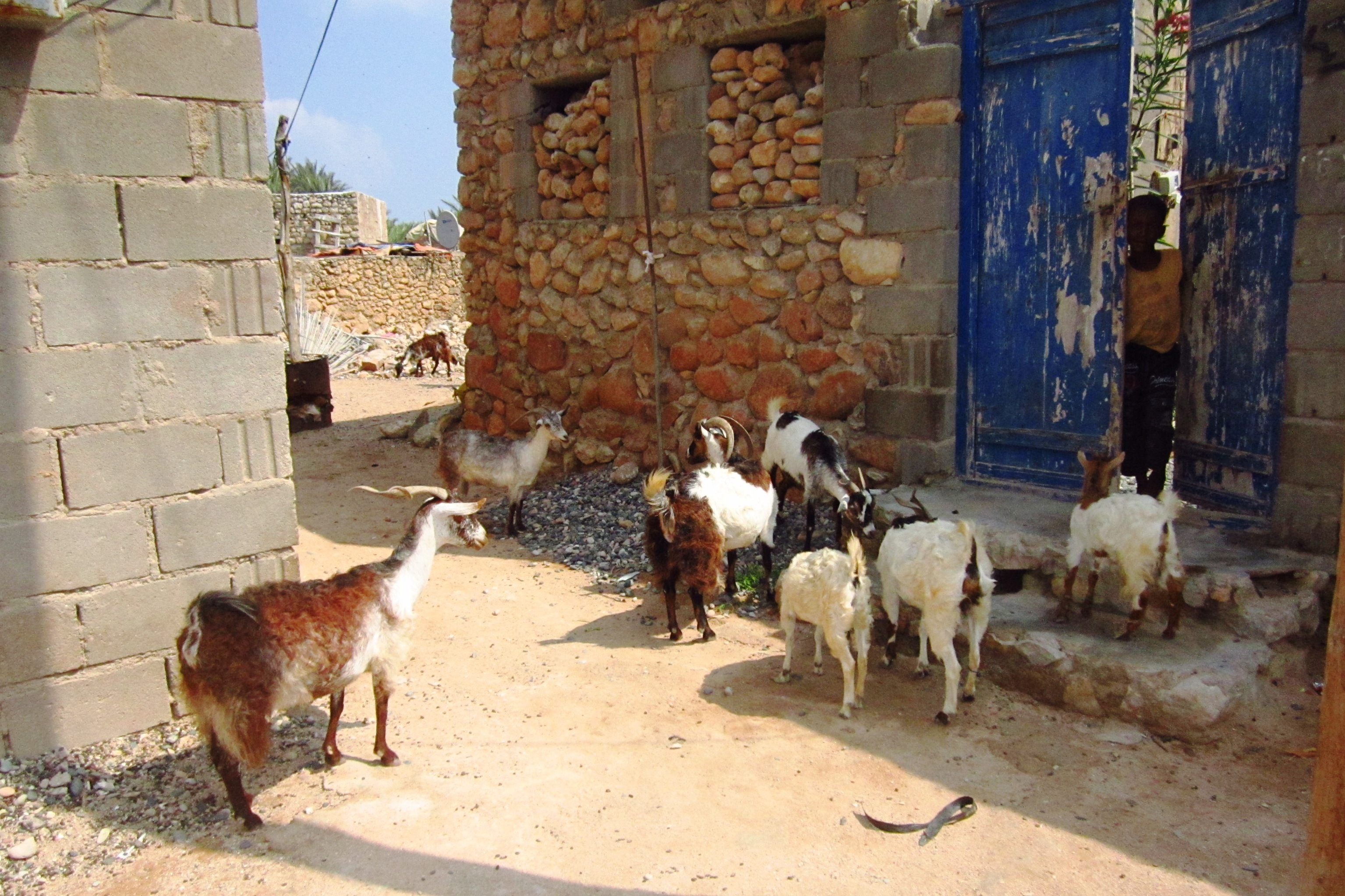
Козы в Хадибо. 2011 год